# 伊鲁马·伊鲁姆
伊鲁马·伊鲁姆（约公元前1732年前后在位）（英語：Iluma-ilum）巴比伦第二王朝首任国王。他在巴比伦尼亚沼泽地建立了海地王朝（靠近波斯湾）。也称为巴比伦第二王朝。巴比伦当时的国王阿比舒试图通过拦截底格里斯河而使湿地干涸而将他抓获，却以失败告终。